# Błędowa Zgłobieńska
Błędowa Zgłobieńska – wieś w Polsce, położona w województwie podkarpackim, w powiecie rzeszowskim, w gminie Świlcza. Leży  11 km na zachód od Rzeszowa.
W latach 1975–1998 miejscowość administracyjnie należała do województwa rzeszowskiego.
Miejscowość jest siedzibą parafii pod wezwaniem św. Wojciecha, należącej do dekanatu Rzeszów Zachód, diecezji rzeszowskiej.
Sołtysem wsi jest Stanisława Szmigiel .

## Części wsi
| SIMC    | Nazwa     | Rodzaj     |
| ------- | --------- | ---------- |
| 0663568 | Dół       | część wsi  |
| 0663574 | Góra      | część wsi  |
| 0663605 | Lasek     | przysiółek |
| 0663580 | Nowa Wieś | część wsi  |
| 0663597 | Obszar    | część wsi  |

## Historia
Lokacja Błędowej miała miejsce w 1. ćwierci XV wieku. Od 1438 r. wieś wchodziła w skład klucza zgłobieńskiego, należącego do rycerza Spytka z Tarnowa. W poł. XV wieku wieś należała do Jana Zgłobieńskiego, po nim do Spytka Jarosławskiego i Matwieja Wodziczki. W XVI–XVII w. klucz zgłobieński, a z nim i Błędowa, przeszedł kolejno w ręce Odrowążów i Jordanów. W wieku XVIII władali tu Ciecierscy, a po nich Teodor i Antoni Lubomirscy, właściciele Boguchwały, oraz Paweł Starzyński. Na przełomie XVIII i XIX w. dobra boguchwalskie wraz z Błędową objęli w posiadanie Konarscy. W wieku XIX właścicielami wsi zostali najpierw Straszewscy, a po nich, spowinowaceni z nimi, Jędrzejowicze. Pod koniec XIX wieku dwór i obszar dworski został sprzedany i rozparcelowany.
W lutym 2018 roku dwie mieszkanki wsi wydały książkę, która stanowi kompleksowe kompendium wiedzy o historii wsi i parafii .

## Parafia
Błędowa należała do parafii Zgłobień, później do parafii Trzciany. W 1995 r. wydzielono z parafii Trzciana i erygowano nową parafię św. Wojciecha. Parafia posiada murowany kościół, pw. św. Wojciecha, wybudowany w 1982 r. W 2015 roku do parafii wprowadzono relikwie św. Wojciecha.

## Edukacja
W szkole funkcjonuje ośmioklasowa Niepubliczna Szkoła Podstawowa, otwarta 4 września 2017, która powstała w miejscu i budynku szkoły publicznej, zamkniętej w 2013 roku .

## Transport
Przez wieś przebiegają dwie drogi powiatowe - 1388R (Trzciana – Rzeszów-Zwięczyca) oraz 1430R (Błędowa Zgł. - Niechobrz). Miejscowość położona jest 4 km od drogi krajowej nr 94, 10 km od drogi ekspresowej S19 (Nisko – Rzeszów – Barwinek) i 14 km od autostrady A4 (Kraków – granica państwa w Korczowej –  Lwów).

## Dane liczbowe[9]
- rok 1786 r.: 33 domy i 229 mieszkańców
- rok 1921 r.: 119 domów i 692 mieszkańców
- rok 2004 r.: 118 domów i 542 mieszkańców.